# Canton de Belgodère
Le canton de Belgodère est une ancienne division administrative française, située dans le département de la Haute-Corse et la collectivité territoriale de Corse.

## Géographie
Ce canton était organisé autour de Belgodère dans l'arrondissement de Calvi. Son altitude variait de 0 m pour Algajola à 2 389 m pour Olmi-Cappella, avec une moyenne de 535 m.

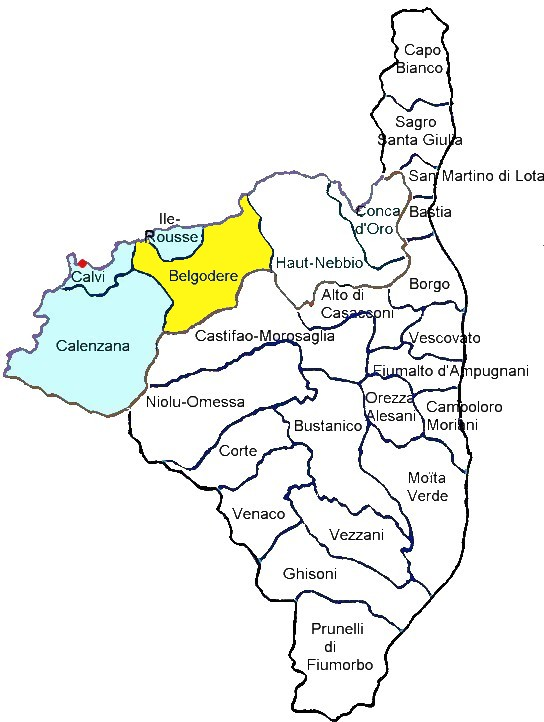
Localisation du canton de Belgodère avant 2015.

## Histoire
- De 1833 à 1848, les cantons d'Algajola et de L'Ile-Rousse avaient le même conseiller général. Le nombre de conseillers généraux était limité à 30 par département[1].

- Le canton d'Algajola a été renommé canton de Muro en 1850 (décret du 2 avril 1850).

- En 1973, le canton de Belgodère fusionne avec ceux de Muro et d'Olmi-Cappella.

- Le canton est supprimé par le décret du 26 février 2014 qui entre en vigueur lors des élections départementales de mars 2015[2]. Les communes qui le composaient sont réparties entre les cantons de Calvi et de L'Île-Rousse.

## Représentation

### Conseillers généraux du canton de Belgodère (1833-1973)
| Période                                  | Période          | Identité                                                  | Étiquette      | Qualité |
| ---------------------------------------- | ---------------- | --------------------------------------------------------- | -------------- | --- |
| 1833                                     | 1839             | Anton Leonardu Bonfigliu Belgodère de Bagnaja (1802-1869) |                | Avocat, maire de Belgodère |
| 1839                                     | 1846             | Arrigo Pierre Arrighi                                     |                | Propriétaire à Speloncato |
| 1846                                     | 1848             | M. Pietri                                                 |                | Propriétaire à L'Ile-Rousse |
| 1848                                     | 1852             | Anton Leonardu Bonfigliu Belgodère de Bagnaja (1802-1869) |                | Juge de paix du canton de Belgodère Avocat, magistrat Président du Tribunal civil de Bastia                                              |
| 1852                                     | 1852 (démission) | Prince Pierre-Napoléon Bonaparte                          | Bonapartiste   | Propriétaire à Calenzana Elu en 1852 dans les cantons de Belgodère, Calvi, Muro et Olmi-Cappella Elu en 1855 dans le Canton de Calenzana |
| 1852                                     | 1864             | Anton Leonardu Bonfigliu Belgodère de Bagnaja             |                | Juge de paix du canton de Belgodère Avocat, magistrat Président du Tribunal civil de Bastia                                              |
| 1864                                     | 1883             | Ignace Simonetti-Malaspina (1838-1905)                    | Bonapartiste   | Propriétaire à Ville-di-Paraso |
| 1883                                     | 1894 (décès)     | M. Colombani                                              |                | Propriétaire à Pioggiola |
| 1894                                     | 1904 (décès)     | Jean-Toussaint Malaspina                                  | Rad. (GD)      | Publiciste Député (1898-1904) Président du Conseil général (1900-1904)                                                                   |
| 1904                                     | 1919             | Joseph-Antoine Orabona                                    | Rad.           | Médecin à Novella |
| 1919                                     | 23 avril 1932    | Louis Colombani                                           | RG             | Avocat à la Cour d'appel, bâtonnier de l'Ordre des Avocats de Bastia                                                                     |
| 1932                                     | 1937             | Paul Quilicci                                             | RG             | |
| 1937                                     | 1940             | Joseph Colombani-Malaspina                                | Rad. landryste | Agriculteur Maire de Belgodère (1925-1946)                                                                                               |
|                                          |                  |                                                           |                | |
| 1945                                     | 1951             | Dominique Siacci (1906-1987)                              | PCF            | Maire d'Occhiatana |
| 1951                                     | 1956 (décès)     | Christophe Orabona (1900-1956)                            | RPF            | Maire de Novella |
| 1956                                     | 1973             | Don Pierre Biasini (1888-1974)                            | Rad. puis MRG  | Directeur d'école en retraite à Ajaccio et Occhiatana Vice-Président de l'Union Fédérale des Anciens Combattants                         |
| Les données manquantes sont à compléter. |                  |                                                           |                | |

### Conseillers d'arrondissement du canton de Belgodère (de 1833 à 1940)
| Période                                  | Période | Identité                      | Étiquette | Qualité |
| ---------------------------------------- | ------- | ----------------------------- | --------- | --- |
| 1833                                     | 1839    | Dominique François Emmanuelli |           | Propriétaire, maire de Palasca                                                                              |
| 1839                                     | 1848    | Joseph Mortini                |           | |
|                                          |         |                               |           | |
| 1852                                     |         | Louis Mortini                 |           | Avoué, propriétaire à Belgodère                                                                             |
|                                          |         |                               |           | |
| avant 1877                               |         | Louis Léoni                   |           | Propriétaire, maire de Palasca                                                                              |
|                                          |         |                               |           | |
| 1886                                     | 1904    | Jacques Orsolani              |           | Maire d'Occhiatana                                                                                          |
| 1904                                     |         | M. Mancini                    | Radical   | |
|                                          |         |                               |           | |
| 1919                                     | 1922    | M. Galletti                   |           | |
| 1922                                     | 1928    | M. Fratacci                   |           | Propriétaire, ancien prisonnier de guerre                                                                   |
| 1928                                     | 1940    | M. Filippi                    |           | |
| 1940                                     |         |                               |           | Les conseils d'arrondissement ont été suspendus par la loi du 12 octobre 1940 et n'ont jamais été réactivés |
| Les données manquantes sont à compléter. |         |                               |           | |

### Conseillers généraux du canton de Belgodère (1973-2015)
| Période | Période          | Identité             | Étiquette  | Qualité                                                                                   |
| ------- | ---------------- | -------------------- | ---------- | ----------------------------------------------------------------------------------------- |
| 1973    | 1985             | Léon Argenti         | MRG        | Chirurgien-dentiste Maire d'Olmi-Cappella Suppléant du député Nicolas Alfonsi (1973-1978) |
| 1985    | 1997 (démission) | Paul Patriarche      | DVD        | Secrétaire général d'université en retraite Député de 1997 à 2002 Maire de Novella        |
| 1997    | 2004             | Joseph Firroloni     | DVD        | Médecin Maire de Belgodère                                                                |
| 2004    | 2015             | Pierre-Marie Mancini | PS et app. | Agriculteur propriétaire-exploitant Maire de Costa                                        |

### Conseillers généraux du Canton d'Algajola (1833 à 1850) puis de Muro (1850-1973)
- De 1833 à 1848, les cantons d'Algajola et de L'Ile-Rousse avaient le même conseiller général. Le nombre de conseillers généraux était limité à 30 par département[1].

| Période                                  | Période          | Identité                         | Étiquette             | Qualité |
| ---------------------------------------- | ---------------- | -------------------------------- | --------------------- | --- |
| 1833                                     | 1842             | Antoine Jean Piétri (1788-1856)  | Majorité Dynastique   | Propriétaire à Monticello, maire de L'Île-Rousse, Colonel de la Garde Nationale de la Corse                                              |
| 1842                                     | 1845             | Arrigo Pierre Arrighi            |                       | Propriétaire à Speloncato |
| 1845                                     | 1848             | Antoine Jean Pietri              |                       | Propriétaire à Monticello |
| 1848                                     | 1852             | Joseph-Louis Luciani-Giuliani    |                       | Propriétaire à Algajola |
| 1852                                     | 1852 (démission) | Prince Pierre-Napoléon Bonaparte | Bonapartiste          | Propriétaire à Calenzana Elu en 1852 dans les cantons de Belgodère, Calvi, Muro et Olmi-Cappella Elu en 1856 dans le Canton de Calenzana |
| 1852                                     | 1858             | Joseph Arrighi                   |                       | Avocat, ancien Procureur à Sartène puis à Calvi                                                                                          |
| 1858                                     | 1870             | Henry Pierre Arrighi             |                       | Propriétaire à Bastia |
| 1870                                     | 1880             | Paul André Arrighi               | Droite bonapartiste   | Maire de Speloncato |
| 1880                                     | 1892             | Philippe Giocante Nobili-Savelli | Républicain           | Juge au Tribunal de Première instance de Corte                                                                                           |
| 1892                                     | 1894 (décès)     | François-Marie Pitti-Ferrandi    | Droite                | Médecin à Bastia Sénateur (janvier 1894)                                                                                                 |
| 1894                                     | 1898             | Toussaint Cangioni               |                       | Avocat à Muro |
| 1898                                     | 1899 (démission) | Pierre Luzj                      | Républicain modéré    | Propriétaire, maire de Speloncato |
| 1899                                     | 1904             | Pierre de Carbuccia              | Républicain gaviniste | Avocat à Bastia |
| 1904                                     | 1910             | Jacques François Giocanti        | RG                    | Docteur en médecine à Ajaccio, propriétaire à Speloncato                                                                                 |
| 1910                                     | 1919             | Vincent Giuliani                 | Républicain           | Maire de Muro |
| 1919                                     | 1928             | Jacques François Giocanti        |                       | Médecin, Speloncato |
| 1928                                     | 1940             | M. Allegrini                     | Rad.ind.              | |
|                                          |                  |                                  |                       | |
| 1945                                     | 1949             | Jean Moroni                      | Rad.                  | |
| 1949                                     | 1967             | Paul Maestracci                  | RGR puis UDR          | Docteur vétérinaire, conseiller municipal de Bastia                                                                                      |
| 1967                                     | 1973             | Sébastien de Casalta (1908-1978) | SFIO puis PS          | Avocat, premier adjoint au maire de Bastia Secrétaire fédéral de la SFIO                                                                 |
| Les données manquantes sont à compléter. |                  |                                  |                       | |

### Conseillers d'arrondissement du canton d'Algajola puis de celui de Muro (de 1833 à 1940)
Ce canton avait deux conseillers d'arrondissement.
| Période                                  | Période      | Identité                      | Étiquette                  | Qualité |
| ---------------------------------------- | ------------ | ----------------------------- | -------------------------- | --- |
| 1833                                     | 1833         | Arrigo Fr. Arrighi            |                            | Propriétaire à Speloncato Élu également dans le canton d'Olmi-Cappella                                      |
| 1833                                     |              | Don Felice Marcelli           |                            | Maire d'Aregno                                                                                              |
|                                          |              |                               |                            | |
| 1852                                     | 1888 (décès) | Antoine Pinzuti               |                            | Propriétaire à Feliceto                                                                                     |
| 1852                                     | 1864         | Joseph Mariani                |                            | Notaire |
| 1864                                     | 1870         | Numa-Eugène Costa             |                            | Agriculteur à L'Île-Rousse, propriétaire à Feliceto                                                         |
| 1870                                     |              | Numa Graziani                 |                            | |
|                                          |              |                               |                            | |
| 1er juillet 1888                         |              | Romulus François Joseph Carli |                            | Suppléant du juge de paix                                                                                   |
|                                          |              |                               |                            | |
| 1901                                     |              | M. Colonna-Ceccaldi           |                            | |
| 1901                                     |              | Joseph Luiggi                 |                            | Agriculteur, maire d'Algajola                                                                               |
|                                          |              |                               |                            | |
| 1931                                     | 1937         | M. Salducci                   | Républicain (parti Pietri) | |
| 1931                                     | 1937         | M. Dominichetti               | Républicain (parti Pietri) | |
| 1937                                     | 1940         | M. Campi                      | landryste                  | |
| 1937                                     | 1940         | M. Avazuri                    | landryste                  | |
| 1940                                     |              |                               |                            | Les conseils d'arrondissement ont été suspendus par la loi du 12 octobre 1940 et n'ont jamais été réactivés |
| Les données manquantes sont à compléter. |              |                               |                            | |

### Conseillers généraux du Canton d'Olmi-Cappella (1833-1973)
| Période                                  | Période           | Identité                                                  | Étiquette     | Qualité |
| ---------------------------------------- | ----------------- | --------------------------------------------------------- | ------------- | --- |
| 1833                                     | 1839              | Anton Leonardu Bonfigliu Belgodère de Bagnaja (1802-1869) |               | Avocat, maire de Belgodère |
| 1839                                     | 1846              | Arrigo Pierre Arrighi                                     |               | Propriétaire à Speloncato, conseiller d'arrondissement                                                                                   |
| 1846                                     | 1848              | M. Pietri                                                 |               | Propriétaire à L'Ile-Rousse |
| 1848                                     | 1852              | François Antoine Giudicelli                               |               | Docteur en médecine à Olmi-Cappella |
| 1852                                     | 1852 (démission)  | Prince Pierre-Napoléon Bonaparte                          | Bonapartiste  | Propriétaire à Calenzana Elu en 1852 dans les cantons de Belgodère, Calvi, Muro et Olmi-Cappella Elu en 1856 dans le Canton de Calenzana |
| 1852                                     | 1861              | Jean Thomas André Castelli                                |               | Président du Tribunal civil de Calvi |
| 1861                                     | 1870              | Antoine-Martin Casanova                                   |               | Ecclésiastique et écrivain, Olmi-Cappella                                                                                                |
| 1870                                     | 1876 (démission)  | Pierre Giudicelli                                         |               | Nommé juge de paix à Olmi-Cappella en 1876                                                                                               |
| 1876                                     | 1886              | Alexandre Colombani                                       | Droite        | Propriétaire à Pioggiola |
| 1886                                     | 1887 (décès)      | Pierre Grimaldi                                           |               | Propriétaire au hameau d'Aquilacce (Olmi-Cappella)                                                                                       |
| 1887                                     | 1896              | Antoine Philippe Filippini                                |               | Médecin, maire d'Olmi-Cappella |
| 1896                                     | 1904              | Ignace Antoniotti                                         | Républicain   | Propriétaire à Olmi-Cappella |
| 1904                                     | 1906 (annulation) | François Giudicelli                                       |               | |
| 1907                                     | 1913              | Nicolas Grimaldi                                          | Radical       | Propriétaire, maire d'Olmi-Cappella |
| 1913                                     | 1926 (démission)  | Félicien-Emile Giudicelli                                 | Républicain   | Magistrat Propriétaire, Maire d'Olmi-Cappella Nommé Procureur de la République à Calvi en 1926                                           |
| 1926                                     | 1931              | M. Colombani                                              | RG            | Médecin |
| 1931                                     | 1940              | Jean-Félicien Giudicelli                                  | Rad.          | Magistrat, maire d'Olmi-Cappella |
|                                          |                   |                                                           |               | |
| 1945                                     | 1949              | François-Antoine Louis Giudicelli                         |               | Maire d'Olmi-Cappella |
| 1949                                     | 1961              | Antoine Colombani                                         | Rad.          | |
| 1961                                     | 1973              | Léon Argenti                                              | Rad. puis MRG | Maire d'Olmi-Cappella |
| Les données manquantes sont à compléter. |                   |                                                           |               | |

### Conseillers d'arrondissement du canton d'Olmi-Cappella (de 1833 à 1940)
| Période                                  | Période | Identité                 | Étiquette | Qualité |
| ---------------------------------------- | ------- | ------------------------ | --------- | --- |
| 1833                                     |         | Arrigo Fr. Arrighi       |           | Propriétaire à Speloncato                                                                                   |
|                                          |         |                          |           | |
| 1852                                     | 1864    | Jean-Mathieu Filippini   |           | Propriétaire, maire d'Olmi-Cappella                                                                         |
| 1864                                     | 1870    | Joseph Poletti           |           | Médecin, maire d'Olmi-Cappella                                                                              |
| 1870                                     |         | Ange-Marie Giudicelli    |           | Propriétaire à Olmi-Cappella                                                                                |
|                                          |         |                          |           | |
| 1910                                     |         | Ignace-François Giafferi | Radical   | Propriétaire à Pioggiola                                                                                    |
|                                          |         |                          |           | |
| av.1934                                  | 1940    | M. Franceschi            |           | |
| 1940                                     |         |                          |           | Les conseils d'arrondissement ont été suspendus par la loi du 12 octobre 1940 et n'ont jamais été réactivés |
| Les données manquantes sont à compléter. |         |                          |           | |

## Composition
| Communes        | Population (2012) | Code postal | Code Insee |
| --------------- | ----------------- | ----------- | ---------- |
| Algajola        | 216               | 20220       | 2B010      |
| Aregno          | 567               | 20220       | 2B020      |
| Avapessa        | 65                | 20225       | 2B025      |
| Belgodère       | 371               | 20226       | 2B034      |
| Cateri          | 219               | 20225       | 2B084      |
| Costa           | 48                | 20226       | 2B097      |
| Feliceto        | 162               | 20225       | 2B112      |
| Lavatoggio      | 97                | 20225       | 2B138      |
| Mausoléo        | 11                | 20259       | 2B156      |
| Muro            | 248               | 20225       | 2B173      |
| Nessa           | 77                | 20225       | 2B175      |
| Novella         | 68                | 20226       | 2B180      |
| Occhiatana      | 163               | 20226       | 2B182      |
| Olmi-Cappella   | 143               | 20259       | 2B190      |
| Palasca         | 117               | 20226       | 2B199      |
| Pioggiola       | 69                | 20259       | 2B235      |
| Speloncato      | 222               | 20226       | 2B290      |
| Vallica         | 27                | 20259       | 2B339      |
| Ville-di-Paraso | 128               | 20279       | 2B352      |

## Démographie
| 1962  | 1968  | 1975  | 1982  | 1990  | 1999  | 2006  | 2011  | 2012  |
| ----- | ----- | ----- | ----- | ----- | ----- | ----- | ----- | ----- |
| 3 652 | 3 189 | 3 188 | 3 298 | 3 005 | 3 018 | 3 502 | 3 640 | 3 677 |